# Canard de Bourbourg
Pour les articles homonymes, voir Bourbourg (homonymie).
Le Canard de Bourbourg est un canard domestique au plumage blanc originaire du Nord de la France, et plus particulièrement des environs de Bourbourg (dans le département du Nord), comme la poule du même nom. 

## Histoire
Le canard de Bourbourg doit son nom à la ville de Bourbourg, près de Dunkerque, où se tenait l'un des marchés agricoles les plus importants de la région. Cette race s'est développée dans la seconde moitié du XIXe siècle à partir du canard de Merchtem (belge) et du canard d'Aylesbury (anglais) et son standard a été homologué en 1924. Il est plus grand que le canard d'Estaires, lui aussi originaire du Nord. Le canard de Bourbourg a connu un vif succès comme canard de viande dans sa région d'origine (Nord et Pas-de-Calais), grâce à sa chair délicate, mais a failli disparaître à cause de l'élevage intensif qui a privilégié d'autres races dès les années 1950. Grâce à la ténacité de plusieurs éleveurs, ses effectifs remontent désormais.

## Description
Ce canard blanc de type fermier possède un corps massif, large et presque horizontal. Son bec est blanc rosé ; ses tarses, blanc orangé. Adulte, il peut dépasser 3 kg,. Son baguage est de 18 mm de diamètre.
Les œufs de la cane ont une masse d'environ 70 g, avec une coquille blanche. Elle pond plus d'une cinquantaine d'œufs par an.